# Eleições legislativas na Chéquia em 2017
As eleições legislativas checas de 2017 foram realizadas entre os dias 20 e 21 de outubro para renovar a totalidade de assentos da Câmara dos Deputados da Chéquia. Nenhum dos partidos políticos alcançou a maioria absoluta de assentos, porém a Aliança dos Cidadãos Descontentes (ANO), liderada por Andrej Babiš, foi o partido mais votado após obter 29.64% dos votos e eleger 78 deputados.
Em dezembro do mesmo ano, o então presidente da Chéquia, Miloš Zeman, nomeou Babiš como o novo primeiro-ministro, após a ANO entrar em acordo com o Partido Social-Democrata Tcheco (ČSSD) e o Partido Comunista da Boêmia e Morávia (KSČM) para compor uma coalizão que pudesse conferir sustentação política a um novo governo.

## Resultados eleitorais
| Partido                           | Partido                                                 | Votos     | %     | Cadeiras | +/–  |
| --------------------------------- | ------------------------------------------------------- | --------- | ----- | -------- | ---- |
|                                   | Aliança dos Cidadãos Descontentes                       | 1 500 113 | 29.64 | 78       | 31   |
|                                   | Partido Democrático Cívico                              | 572 962   | 11.32 | 25       | 9    |
|                                   | Partido Pirata Checo                                    | 546 393   | 10.80 | 22       | 22   |
|                                   | Liberdade e Democracia Direta                           | 538 574   | 10.64 | 22       | 8    |
|                                   | Partido Comunista da Boêmia e Morávia                   | 393 100   | 7.77  | 15       | 18   |
|                                   | Partido Social-Democrata Tcheco                         | 368 347   | 7.28  | 15       | 35   |
|                                   | União Cristã e Democrata - Partido Popular Checoslovaco | 293 643   | 5.80  | 10       | 4    |
|                                   | TOP 09                                                  | 268 811   | 5.31  | 7        | 19   |
|                                   | Prefeitos e Independentes                               | 262 157   | 5.18  | 6        | Novo |
|                                   | Demais partidos políticos                               | 316 659   | 6.26  | 0        | 0    |
| Total de votos válidos            | Total de votos válidos                                  | 5 060 759 | 99.40 | –        | –    |
| Votos inválidos (brancos e nulos) | Votos inválidos (brancos e nulos)                       | 30 306    | 0.60  | –        | –    |
| Total de votos registrados        | Total de votos registrados                              | 5 091 065 | 100   | –        | –    |
| Eleitorado apto a votar           | Eleitorado apto a votar                                 | 8 374 501 | 60.79 | –        | –    |